# Sutee Suksomkit
Sutee Suksomkit (Chaiyaphum, 5 juni 1980) is een Thaise profvoetbalmanager en oud-speler die hoofdtrainer is van Bankhai United. Hij speelt als aanvallende middenvelder of soms als aanvaller.
In 2004, tijdens de AFC Asian Cup, scoorde hij het enige Thaise doelpunt op het toernooi, tegen China. Hij kon in datzelfde jaar nog een transfer doen naar het Koreaanse Busan I'Park, maar het kaatste net af. Hij staat bekend om zijn sterke linkervoet.

## Clubs
Hij begon met voetballen in 1995 bij Thai Farmers Bank FC daar voetbalde hij tot begin 2001. Toen maakte hij de overstap naar Singapore om voor Tanjong Pagar United te spelen. Daar werd hij meteen succesvol en in 2003 ging hij naar Home United FC. Hoewel hij in het eerste seizoen niet speelde ging het de volgende drie seizoenen wel goed en werd hij een belangrijke speler voor de club en diverse Aziatische topsclubs hadden zich al voor hem gemeld, maar toch bleef hij in Singapore. In 2007 maakte hij de overstap naar Tampines Rovers FC. Na een kort Australisch avontuur bij Melbourne Victory keerde hij in 2010 terug naar Thailand waar hij onderdak vond bij Bangkok Glass FC.
| seizoen     | club                    | land      | competitie          | wed. | goals |
| ----------- | ----------------------- | --------- | ------------------- | ---- | ----- |
| 1995/96     | Thai Farmers Bank FC    | Thailand  | Thai Premier League | ?    | ?     |
| 1996/97     | Thai Farmers Bank FC    | Thailand  | Thai Premier League | ?    | ?     |
| 1997/98     | Thai Farmers Bank FC    | Thailand  | Thai Premier League | ?    | ?     |
| 1998/99     | Thai Farmers Bank FC    | Thailand  | Thai Premier League | ?    | ?     |
| 1999/00     | Thai Farmers Bank FC    | Thailand  | Thai Premier League | ?    | ?     |
| 2000/01     | Thai Farmers Bank FC    | Thailand  | Financiële crisis   | ?    | ?     |
| 2001/02     | Tanjong Pagar United FC | Singapore | S-League            | 22   | 13    |
| 2002/03     | Tanjong Pagar United FC | Singapore | S-League            | 34   | 17    |
| 2003/04     | Home United FC          | Singapore | S-League            | 0    | 0     |
| 2004/05     | Home United FC          | Singapore | S-League            | 21   | 3     |
| 2005/06     | Home United FC          | Singapore | S-League            | 22   | 1     |
| 2006/07     | Home United FC          | Singapore | S-League            | 25   | 4     |
| 2007/08     | Tampines Rovers FC      | Singapore | S-League            | ?    | ?     |
| 2008/08     | Tampines Rovers FC      | Singapore | S-League            | ?    | ?     |
| 2009/10     | Melbourne Victory       | Australië | A-League            | 9    | 0     |
| 2010/11     | Bangkok Glass FC        | Thailand  | Thai Premier League | ?    | ?     |
| 2011/12     | Bangkok Glass FC        | Thailand  | Thai Premier League | ?    | ?     |
| Bijgewerkt: | 28-08-2011              |           | Totaal              | 133  | 38    |